# Перипл Понта Евксинского (Арриан)
Перипл Понта Евксинского (койне Περίπλους τοῦ Εὐξείνου Πόντου, лат. Períplous toû Euxeínou Póntou, Periplus Ponti Euxini — «Объезд Чёрного моря») — греческое географическое сочинение, или перипл. Его автор Флавий Арриан, легат императора Адриана, управлявший Каппадокией, совершил плавание по Чёрному морю в первой половине 130-х годов (возможно, в 134 году) и описал его в книге, оформленной как письмо императору.
Сочинение известно в единственной Палатинской рукописи X века. Можно предполагать, что оно сохранилось не полностью, ибо Прокопий и Лев Диакон ссылаются на утраченные части труда Арриана.
Приводятся названия городов, поселений и иных пунктов на побережье и расстояния в стадиях между ними. Предполагается, что стадий Арриана равен 157 м.
Описание плавания самого Арриана начинается с Трапезунта (ныне Трабзон) и доходит до Себастополиса (ранее Диоскуриада, ныне Сухуми) (§ 4-16). Вторая часть содержит описание южного побережья моря от Византия до Трапезунта (§ 17-24) Третья часть перипла (§ 27-37), составленная по литературным источникам, описывает плавание от Себастополиса до Византия (то есть северо-восточное, северное и западное побережье моря).
Уже в первой фразе упомянуто имя Ксенофонта, литературный стиль которого служил ориентиром для Арриана. По ходу изложения он ссылается на ряд писателей: Ксенофонта (§ 1, 15, 17, 19, 21, 23), Гомера (§ 5, 10, 34), Геродота (§ 22, 27), Эсхила (§ 29), но собственно географические источники труда не называет. Однако несомненно, что Арриан использовал более ранние периплы, в ряде случаев утратившие актуальность к его времени.
Арриан излагает ряд мифов: «следы» мифа об аргонавтах: могила Апсирта (§ 7), якорь корабля Арго (§ 11), вершина, к которой был прикован Прометей (§ 16). Подробен рассказ об острове Левка (ныне Змеиный), где находилось святилище Ахилла (§ 32-34). Он упоминает статую богини со львами (отождествляемой с Реей, то есть Кибелой), которая находилась у устья Фасиса (§ 11), описывает храм Зевса Урия (§ 17).
Приводятся некоторые военные детали: гавань Трапезунта (§ 1), отряд в гавани Гисса (§ 4), крепость на Фасисе (§ 12); сведения о народах Восточного Причерноморья и имена их правителей (§ 15, 27). Также описывается буря на море (§ 5) и свойства воды Фасиса (§ 10).
О. Д. Лордкипанидзе называет сочинение Арриана «важнейшим источником для римского периода истории Колхиды». Часть имени и титула Арриана сохранилась в найденном в 1896 г. в Сухуме фрагменте посвятительной надписи.

## Географические объекты, упомянутые в перипле
Географические объекты указаны по порядку маршрута плавания против часовой стрелки (от Сухума до Анапы).
| Географический объект                            | Современное название              | Расстояние между объектами в стадиях |
| ------------------------------------------------ | --------------------------------- | ------------------------------------ |
| Диоскуриада (Себастополис)                       | Сухум                             | —                                    |
| Питиунт                                          | Пицунда                           | 350                                  |
| Нитика (Стеннитика, Триглиф)                     | Абаата (Гагра)                    | 150                                  |
| Абаска река                                      | Хашупса (Цандрыпш), возможно Псоу | 90                                   |
| Боргис (Брухонт, Мизиг) река                     | Мзымта (Адлер)                    | 120                                  |
| Несис река и Гераклов (Гераклейский, Пиксит) мыс | Хоста и мыс Видный                | 60                                   |
| Масаитика (Масетика) река                        | Сочи                              | 90                                   |
| Ахеунт (Басий) река                              | Западный Дагомыс                  | 60                                   |
| Гераклов (Гераклейский, Пустынный) мыс           | Лазаревское                       | 150                                  |
| Мыс Левая (защищает от ветров фраския и борея)   | Кадош (Туапсе)                    | 180                                  |
| Старая Лазика (Никопсис) и Псахапсис река        | Новомихайловский и река Нечепсухо | 120                                  |
| Старая Ахея (Топсида)                            | Архипо-Осиповка                   | 150                                  |
| Пагры (Гептала, Торик)                           | Геленджик                         | 350                                  |
| Святая бухта (Патус, Бата, Гиерия, Никаксин)     | Цемесская бухта (Новороссийск)    | 180                                  |
| Синдика (Горгиппия, Эвдусия)                     | Анапа                             | 300                                  |